# Ferreirós (Villa de Cruces)
Ferreirós o San Ginés de Ferreirós (oficialmente, San Xes de Ferreirós), es una de las 28 parroquias del municipio español de Villa de Cruces, en la provincia gallega de Pontevedra. Está ubicado en un valle cercano a las orillas del río Ulla.
En el año 2022 contaba con una población empadronada de 62 habitantes.
La población actual se dedica principalmente a la agricultura y la ganadería. Es importante también la gestión forestal de sus bosques.

## Lugares
Los lugares de la parroquia de Ferreirós son:
- A Seara
- Casal
- Ferreirós